# Window Seat
Window Seat è un brano musicale R&B/soul della cantautrice statunitense Erykah Badu, scritto e prodotto dalla stessa insieme a James Poyser. Il brano è stato pubblicato nel febbraio 2010 come primo singolo ufficiale tratto dal quinto album dell'artista, New Amerykah Part Two (Return of the Ankh).

## Composizione e testo
Il brano segna un ritorno per l'artista alle sonorità soul e rhythm&blues più tradizionali che caratterizzavano i suoi primi due album, Baduizm e Mama's Gun. Badu ha addirittura registrato la parte vocale del pezzo nella sua doccia: "Volevo sembrare come se fossi in un tunnel. Avevo il mio laptop e avevo chiuso la porta." La cantante ha composto il brano con l'aiuto del fido James Poyser, co-produttore di molti dei suoi passati singoli, il quale ha anche suonato la parte del pianoforte, mentre per la batteria si è avvalsa del talento di ?uestlove dei The Roots, altro artista con cui ha collaborato fin dagli esordi. Il testo dà sfogo alle contraddizioni che la protagonista del brano prova per un uomo, dichiarando di voler un posto vicino al finestrino su un aereo per volare via e piangere, senza nessuno al suo fianco. Al tempo stesso ammette di aver bisogno dell attenzioni del suo partner. La canzone cita il chitarrista blues Lightnin' Hopkins, anche lui del Texas.

## Video
I videoclip del singolo è stato girato il 13 marzo 2010 in un'unica ripresa, con una camera digitale. L'artista aveva già annunciato che avrebbe girato il video del brano "in stile guerrilla, senza crew, un solo take, senza set blindato, nessun avvertimento, 2 minuti, nel centro di Dallas [...]." Il video si presenta quindi come un unico piano sequenza. Il video è stato girato a Dallas, Texas, nella Dealey Plaza, luogo diventato famoso per essere stato il teatro dell'assassinio di John F. Kennedy. Il video inizia con la cantante che parcheggia l'auto e che inserisce le monete nel parcometro, per poi iniziare a camminare e iniziare a spogliarsi. La camera segue la cantante finché non rimane completamente nuda e non viene uccisa improvvisamente da un assassino misterioso. Una volta stesa a terra, la camera si restringe sulla testa della cantante, dalla quale sgorga del sangue blu che forma la parola "groupthink". L'artista ha infatti tivelato tramite Twitter che tra i vari messaggi, il video è un'aperta critica nei confronti di questo concetto psicologico secondo il quale creatività individuale, originalità, e autonomia di pensiero vengono sacrificati al perseguimento dei valori di coesione del gruppo di appartenenza. Il video è dichiaratamente ispirato a Lessons Learned del duo indie Matt & Kim (video premiato ai MTV Video Music Awards del 2009 nella categoria Best BreakThrough Video). Nella parte finale Badu mostra il suo nuovo look, fatto di lunghe treccine adornate da perline. Prima di mostrare la nuova capigliatura la voice over della cantante recita un monologo:
(Erykah Badu.)
Sul sito ufficiale dell'artista è possibile ammirare una versione del video chiamata Window Seat (Reexamined), ovvero l'intero video al contrario.

### Denuncia e problemi legali
Il 2 aprile 2010 la cantante è stata accusata di disordine pubblico per essersi mostrata completamente nuda, e ha ricevuto una multa di 500 dollari. Una testimone ha supportato la versione del Dipartimento di Polizia di Dallas. La cantante ha commentato tramite Twitter: "Divertente questa cosa, la nudità è niente lol. Sono da sempre stata nuda nelle mie parole, azioni e opere. Quello è il vero posto vulnerabile." In un'intervista al Wanda Sykes Show l'artista ha negato di aver voluto disonorare la memoria di J.F. Kennedy. Ha invece dichiarato che Kennedy è un eroe per lei così come per milioni di americani, definendolo anche un "rivoluzionario".

## Ricezione

### Critica
La critica ha accolto positivamente il brano. Chris Richards di The Washington Post ha descritto la canzone come: "vintage Badu: melodie dolci, un'arpa scintillante, rimshot che fanno clic-clac su un facile tempo da domenica mattina". Andy Kellman di Allmusic ha scritto che la canzone accontenterà indubbiamente coloro che hanno amato On & On o Otherside of the Game. Anche il critico Quentin B. Huff di PopMattersha paragonato la canzone a lavori passati di Badu, in particolare a Mama's Gun. Jody Rosen di Rolling Stone ha definito così il lavoro dell'artista: "Nella meravigliosa Window Seat, la sua voce supremamente dolce è inondata delle tastiere jazz di Fender Rhodes e di lunghi groove funky-soul."

### Pubblico
Il singolo è entrato nella classifica Hot R&B/Hip-Hop Songs di Billboard alla posizione numero 47, per poi salire sei settimane più tardi alla posizione numero 26. Nella nona settimana di permanenza all'interno della classifica, il singolo è entrato in top20, per poi arrivare al numero 16, diventando il quarto singolo di Badu ad entrare nella top20 della classifica R&B. Durante la settimana del 17 aprile 2010, il singolo ha fatto il suo debutto nella Billboard Hot 100 alla posizione numero 95, diventando la settima canzone della cantante ad entrare in questa classifica. La settimana precedente la canzone è entrata nella classifica giapponese al numero 50, e dopo essere scesa al numero 64, è risalita fino alla posizione numero 27. Window Seat è stato il terzo singolo ad arrivare al numero 1 della classifica Adult R&B Songs di Billboard, e il primo in oltre undici anni.

## Classifiche
| Classifica (2010)                    | Posizione |
| ------------------------------------ | --------- |
| Giappone                             | 27        |
| U.S. Billboard Hot 100               | 95        |
| U.S. Billboard Radio Songs           | 62        |
| U.S. Billboard Hot R&B/Hip-Hop Songs | 16        |
| U.S. Billboard Adult R&B Songs       | 1         |